# پائولا اسپینوسا
پائولا اسپینوسا (اسپانیایی: Paola Espinosa‎؛ زادهٔ ۳۱ ژوئیهٔ ۱۹۸۵) شیرجه‌رو اهل مکزیک است.
وی در مسابقات کشوری و بین‌المللی در مجموع برندهٔ ۱۴ مدال طلا، ۸ مدال نقره، ۱۳ مدال برنز شده‌است.